# Чарівник Смарагдового міста (фільм, 2025)
«Чарівни́к Смара́гдового мі́ста» (рос. Волшебник Изумрудного города) — російський фентезійний фільм режисера Ігоря Волошина, екранізація однойменної казки Олександра Волкова, заснована на казці Френка Баума «Дивовижний чарівник країни Оз». Прем'єра фільму в Росії відбулася 1 січня 2025 року. У головних ролях: Катерина Червова, Юрій Колокольников, Євген Чумак, Артур Ваха, Дмитро Чеботарьов і Світлана Ходченкова.

## Сюжет
У далекому місті живе дівчинка Еллі. Одного разу зла чаклунка Гінгема, щоб знищити людство, наворожила буревій, який забрав Еллі та її песика Тотошку в країну Жевунів. Щоб повернутися додому, Еллі разом із друзями — Страшилою, Залізним Дроворубом і Боягузливим Левом — вирушає жовтою цегляною дорогою до Смарагдового міста на пошуки Чарівника, який виконає їхні заповітні бажання.

## Акторський склад
- Катерина Червова — Еллі
- Денис Власенко — Тотошка
- Юрій Колокольников — Залізний Дроворуб
- Євген Чумак — Страшило
- Артур Ваха — Боягузливий Лев
- Світлана Ходченкова — Бастінда
- Василина Маковцева — Гінгема
- Дмитро Чеботарьов — Урфін Джюс
- Сергій Єпішев — Людожер
- Яна Сексте — Раміна
- Єгор Корешков — батько Еллі
- Соф'я Лебедєва — матір Еллі
- Олександра Богданова — Вілліна

## Виробництво
Плани створити нову екранізацію «Чарівника Смарагдового міста» з'явилися не пізніше квітня 2022 року, коли проєкт фільму був представлений міністру культури Росії. Режисером став Ігор Волошин, виробництвом зайнялася «Централ Партнершип» у партнерстві з компанією «Кінослово» Петра Анурова. Проєкт отримав державне фінансування. Фільмування картини почалися в червні 2023 року. Прем'єра була запланована на 26 грудня 2024 року, пізніше її перенесли на 1 січня 2025 року.